# Sinan Hasani
Sinan Hasani (ur. 14 maja 1922, zm. 28 sierpnia 2010) – serbski i jugosłowiański pisarz, publicysta, polityk, pochodzenia albańskiego; Przewodniczący Prezydium Jugosławii.

## Życiorys
Od 1941 uczestniczył w walkach narodowowyzwoleńczych w szeregach NOVJ. Od 1942 należał do KP Jugosławii (od 1952 – ZKJ). Po wojnie był m.in. przewodniczącym komisji ideologicznej Komitetu Okręgowego Związku Komunistów Kosowa i przewodniczącym Socjalistycznego Związku Ludu Pracującego Kosowa. Od 1959 był członkiem KC Związku Komunistów Serbii, a od 1978 członkiem KC ZKJ. W okresie od 1967 do 1971 był wiceprzewodniczącym Zgromadzenia Socjalistycznej Republiki Serbii. Od 1974 do 1982 był wiceprzewodniczącym Zgromadzenia SFRJ. W latach 1982–1983 był przewodniczącym Komitetu Okręgowego Związku Komunistów Kosowa. Od 1984 był członkiem Prezydium SFRJ, a od 15 maja 1986 do 15 maja 1987 jego przewodniczącym.
W latach 1971–1974 był ambasadorem w Kopenhadze (Dania).

## Powieści
- 1966: Një natë e turbullt (Noc pełna problemów)
- 1973: Era dhe Lisi (Wiatr i dąb)
- 1975: Fëmijëria e Gjon Vatrës (Dzieciństwo Gjona Vatry)
- 1977: Për bukën e bardhë (O biały chleb)